# Magonismo

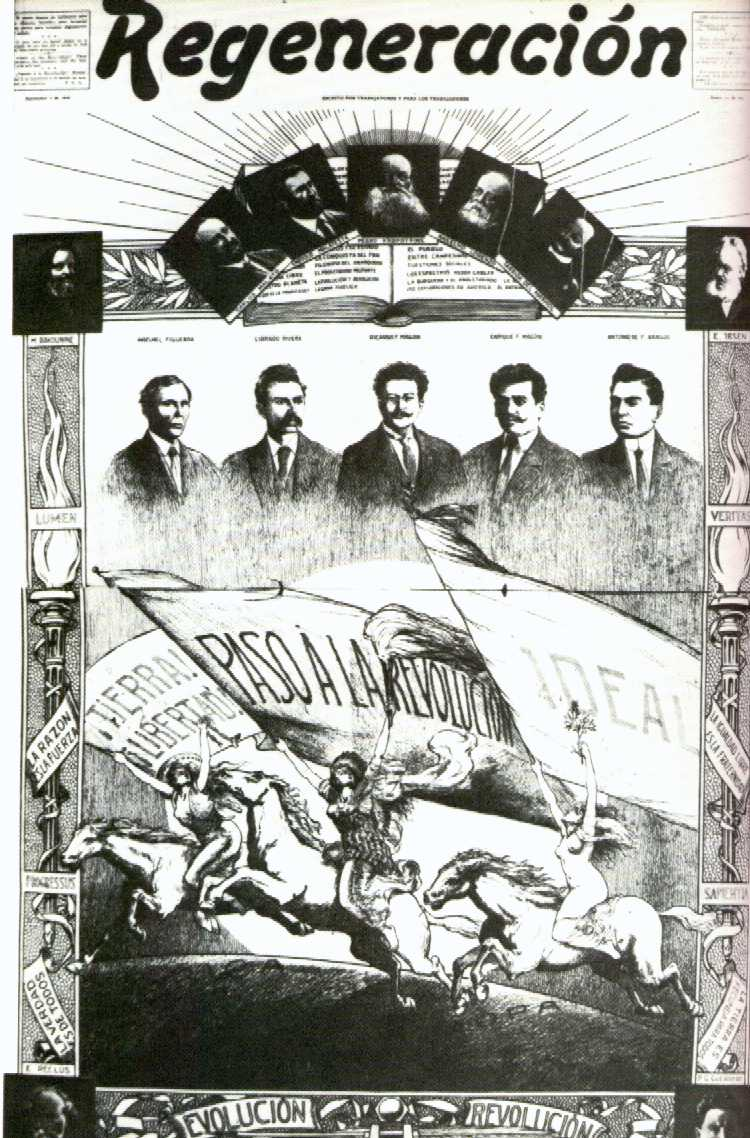
Portada de Regeneración, con retratos de la Junta Organizadora del PLM y anarquistas europeos, 1910.

Magonismo es un término usado por ciertos investigadores para identificar una corriente de pensamiento y acción precursora de la Revolución mexicana (1910), en su tiempo representada por el Partido Liberal Mexicano (PLM) influido fuertemente por las ideas anarquistas de los hermanos Enrique y Ricardo Flores Magón, junto con otros colaboradores del periódico Regeneración como Librado Rivera, Anselmo L. Figueroa y Práxedis G. Guerrero. Los magonistas como fuerza revolucionaria aspiraron a abolir el poder, no a ejercerlo; su objetivo era la autoemancipación y el autogobierno.
Sin embargo, la profunda y reciente investigación sobre el tema: El regreso del camarada Flores Magón (2016) del investigador chileno Claudio Lomnitz, señala que “el Partido Liberal Mexicano fue, de hecho, más un movimiento que un partido, y más una ética que un movimiento”, y que, por lo tanto, “el epíteto de ‘magonista’ se entendía entre los liberales como una deliberada distorsión de la esencia de su movimiento, la cual se oponía a cualquier culto a la persona de Ricardo Flores Magón”.

## Magonismo y anarquismo
El gobierno y la prensa de principios del siglo XX llamaron "magonistas" a quienes compartían las ideas de los hermanos Flores Magón para derrocar el régimen dictatorial de Porfirio Díaz y realizar una revolución de carácter económico no sólo político, ya fuera que militaran en alguna organización y participaran en actos de agitación y rebelión o fueran sólo simpatizantes.
El combate a la tiranía alentado por los Flores Magón contravenía el discurso oficial de la "Paz Porfiriana" por lo cual los inconformes fueron calificados como los Revoltosos Magonistas para aislarlos de toda base social y conservar la imagen de paz y progreso impuesta por la fuerza.
Tanto los Flores Magón, como los demás integrantes del PLM, rehusaron emplear el término "magonista" para referirse al movimiento libertario que impulsaban, pues consideraban que luchaban por un ideal no por encumbrar en el poder a un jefe o a un grupo, ellos se hacían llamar "liberales" ya que estaban organizados en el Partido Liberal Mexicano y más tarde "anarquistas"; el mismo Ricardo Flores Magón se refería: "¡Los miembros del partido liberal no somos magonistas, somos anarquistas!", en su obra literaria Verdugos y Víctimas, uno de los personajes responde indignado cuando es aprehendido y juzgado "No soy magonista, soy anarquista. Un anarquista no tiene ídolos".
El pensamiento magonista estuvo influenciado por filósofos anarquistas como Mijaíl Bakunin y Pierre-Joseph Proudhon y otros como Eliseo Reclus, Carlos Malato, Errico Malatesta, Anselmo Lorenzo, Fernando Tarrida del Mármol y Max Stirner. También conocieron a la obra de Marx, Máximo Gorki y Henrik Ibsen. No obstante, puede decirse que fueron los trabajos de Piotr Kropotkin, "La conquista del pan" y "La ayuda mutua" los que más influyeron el magonismo, a la vez que se nutrió de la tradición liberal mexicana del siglo XIX y el sentido de autonomía y comunidad de los pueblos indígenas.

## Magonismo y movimiento indígena
Los pueblos indígenas, que desde la Conquista han buscado preservar la práctica de la democracia directa, la toma de decisiones en asamblea, la rotación de cargos administrativos, la defensa de la propiedad comunal y el apoyo mutuo, así como la explotación comunitaria y racional de los recursos naturales, compartieron los principios anarquistas que plantearon los magonistas.
La influencia directa del pensamiento indígena en el magonismo fueron las enseñanzas de Teodoro Flores, mestizo avecindado entre mazatecos, padre de los Flores Magón, así como la convivencia de otros integrantes del Partido Liberal Mexicano con grupos indígenas durante los periodos de organización e insurrección del Partido Liberal Mexicano entre 1905 y 1910, tales como los popolucas en Veracruz, los yaquis y mayos en Sonora o los cucapás de Baja California. Fernando Palomares, un indígena mayo, fue uno de los miembros más activos del Partido Liberal que participó en la Huelga de Cananea y en la campaña libertaria de Mexicali y Tijuana.

## Reivindicación del magonismo

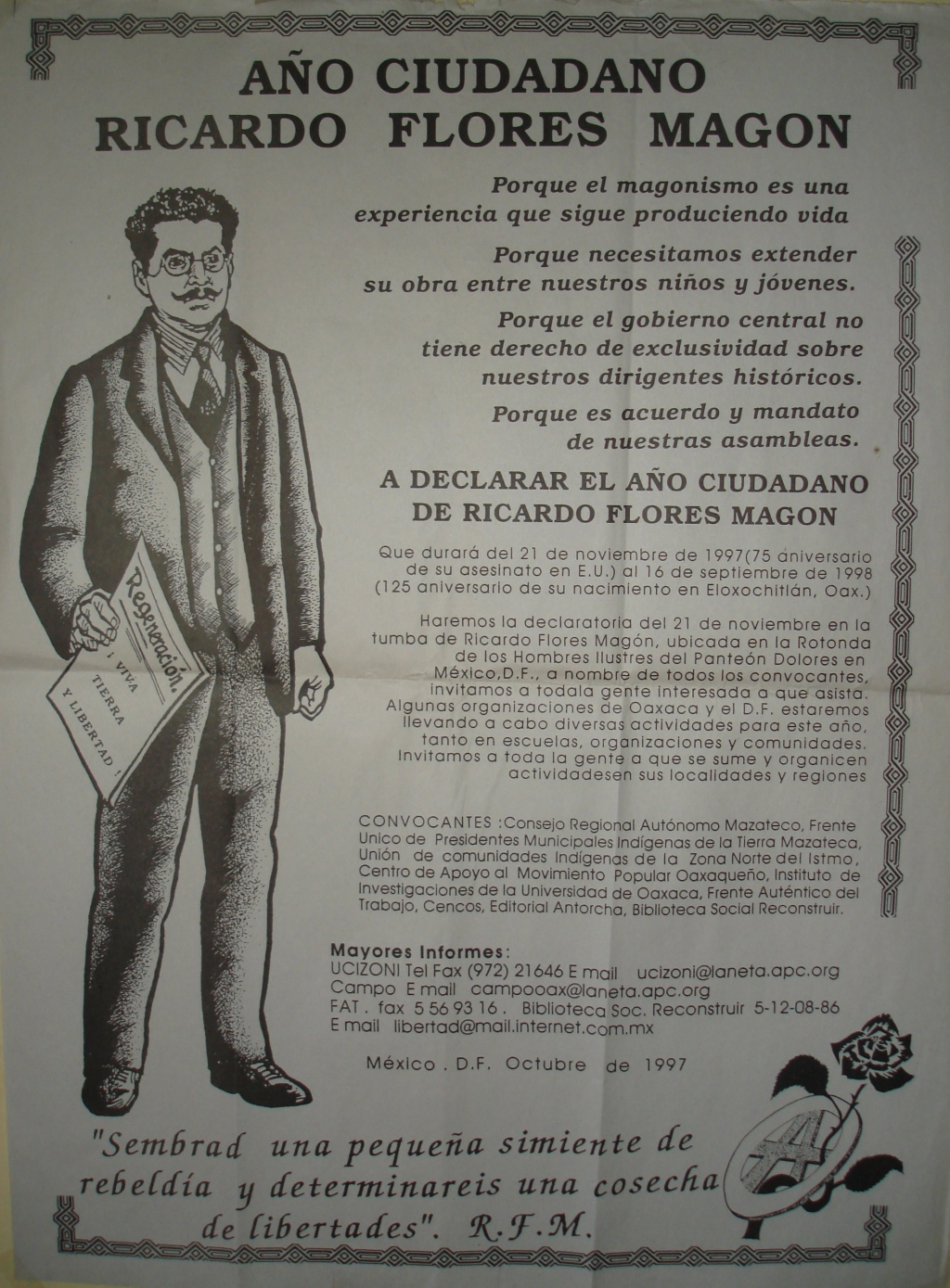
Cartel del Año Ciudadano "Ricardo Flores Magón", 1997.

Después de concluida la etapa armada de la Revolución mexicana y tras la muerte de Ricardo Flores Magón en 1922, comenzó el rescate del pensamiento magonista, principalmente por sindicalistas en México y en los Estados Unidos. En el México postrevolucionario la figura de los Flores Magón fue rememorada por los gobiernos, considerándolos precursores de la Revolución. Tanto la insurrección de 1910 como los derechos sociales consagrados en la Constitución de 1917 se debían en gran medida a los magonistas, que desde 1906 se levantaron en armas y redactaron un programa económico y social. Sin embargo aunque las demandas que dieron origen a la Revolución en teoría estaban resueltas en la Constitución y en los discursos de los gobiernos revolucionarios, no hubo un cambio significativo en las condiciones de vida de la población más desprotegida. Además de que los magonistas consideraban que no luchaban para cambiar a los administradores del Estado, sino para abolirlos. Por esta razón los magonistas que sobrevivieron siguieron difundiendo propaganda anarquista, Librado Rivera fue perseguido y encarcelado por el gobierno de Plutarco Elías Calles; Enrique Flores Magón, quien consideraba que "La revolución social mexicana no ha terminado aún" pudo disfrutar seguridad hasta la presidencia de Lázaro Cárdenas.
La Federación Anarquista Mexicana, fundada en 1941 y activa por cerca de 40 años editó el periódico Regeneración y difundió el pensamiento magonista. 
En la década de 1980 el magonismo sobrevivió entre colectivos de jóvenes anarcopunk. La Biblioteca Social Reconstruir, fundada en 1980 por Ricardo Mestre, era lugar de consulta de literatura anarquista, donde se podía encontrar obra sobre Ricardo Flores Magón o ejemplares de Regeneración.
A finales del siglo XX, cuando el Ejército Zapatista de Liberación Nacional, en Chiapas se levantó en armas en 1994, reivindicó los planteamientos de los Flores Magón. En 1997 organizaciones indígenas y sociales, colectivos libertarios y ayuntamientos municipales del estado de Oaxaca declararon el "Año ciudadano Ricardo Flores Magón" del 21 de noviembre al 16 de septiembre de 1998, la convocatoria justificaba:

- Porque el magonismo es una experiencia que sigue produciendo vida
- Porque necesitamos extender su obra entre nuestros niños y jóvenes
- Porque el gobierno central no tiene derechos de exclusividad sobre nuestros dirigentes históricos
- Porque es acuerdo y mandato de nuestras asambleas

En agosto de 2000, impulsadas por organizaciones indígenas del Estado de Oaxaca y grupos libertarios de la Ciudad de México, se celebraron las Jornadas Magonistas por los 100 años de la fundación del periódico Regeneración.
En la rebelión popular de Oaxaca en 2006 participaron organizaciones y colectivos de jóvenes anarquistas influenciados también por ideales magonistas.